# Vladímir Lobanov
Vladímir Vladímirovich Lobanov (Владимир Владимирович Лобанов; 26 de diciembre de 1953 – 29 de agosto de 2007) fue un patinador de velocidad olímpico ruso, que compitió por la Unión Soviética en los Juegos Olímpicos de Lake Placid 1980, así como en los Europeos y Mundiales entre 1977 y 1979 y los Mundiales Sprint en 1981 y 1982.
En 1980 se colgó el bronce olímpico en la prueba de los 1000 metros. También participó en la prueba de los 1.500 metros donde acabó octavo. Quedó quinto en los Campeonatos del Mundo y de Europa de 1978, y en el Campeonato Mundial de Sprint de 1981.